# Wiśniówek (Lipsko)
Pour les articles homonymes, voir Wiśniówek.
Wiśniówek (prononciation : [viɕˈɲuvɛk]) est un village polonais de la gmina de Lipsko dans le powiat de Lipsko de la voïvodie de Mazovie dans le centre-est de la Pologne.
Il se situe à environ 6 kilomètres au sud-ouest de Lipsko (siège de la gmina et de la powiat) et à 127 kilomètres au sud de Varsovie (capitale de la Pologne).

## Histoire
De 1975 à 1998, le village appartenait administrativement à la voïvodie de Radom.